# Pendro
Pendro (in curdo پێندرۆ‎, Pêndro) è un villaggio situato nel governatorato di Erbil e nella Regione del Kurdistan in Iraq, vicino al confine con la Turchia, si trova a circa 15–18 km a nord da Barzan, della popolazione oltre 2540 persone.